# Гаджизаде, Фуад Махмуд оглы
Фуад Махмуд оглы Гаджи-заде (азерб. Fuad Mahmud oğlu Hacızadə; 19 июня 1952 года, Сиазань, Азербайджанская ССР) — азербайджанский учёный, профессор, первый доктор наук и один из основоположников в области аэрокосмических исследований в Азербайджане, кандидат физико-математических наук, доктор технических наук, - заслуженный инженер Азербайджанской Республики, действительный член Международной экоэнергетической академии, действительный член Российской Академии Медико-Технических наук, действительный член Международной Академии Экологии и Безопасности жизнедеятельности, действительный член Российской академии естественных наук,

## Биография
Фуад Махмуд оглы Гаджи-заде родился 19 июня 1952 года в азербайджанском городе Сиазань, в семье служащего. Высшее образование получил на математико-механическом факультете Ленинградского Государственного Университета. С того же года начал трудовую и научную деятельность в Национальном аэрокосмическом агентстве Азербайджана. Продвинулся по служебной лестнице, начиная с должности инженера до первого заместителя генерального директора. С 1991 по 2007 год был директором Института Экологии при агентстве.
В 2008—2009 годах работал главным научным сотрудником Института Геологии Национальной академии наук Азербайджана. В 2009—2011 годах был проректором Академии Министерства по чрезвычайным ситуациям Азербайджанской Республики, в 2011—2017-х годах начальником отдела МЧС Азербайджанской Республики.
С 2017 года работает в Институте геологии и геофизики НАНА.

## Научная деятельность и звания
Профессор Фуад Гаджи-заде считается одним из основоположников аэрокосмических исследований в Азербайджане. Его первые научные успехи были достигнуты в Московском институте космических исследований Академии наук СССР.
В 1983 году Фуад Гаджи-заде защитил (г. Москва) кандидатскую диссертацию по теме «Определение содержания некоторых малых газовых компонентов атмосферы по измерениям излучения в инфракрасной области спектра со спутников», получив степень кандидата физико-математических наук. Учёный многократно выступал на многочисленных многочисленных семинарах, конференциях и симпозиумах, по аэрокосмическим исследованиям, проблемам экологи, чрезвычайных ситуаций и безопасности жизнедеятельности. Фуад Гаджи-заде был организатором и руководителем международной конференции на тему «Современные проблемы экологии», проведенной в Баку в 1994 году.
На международном симпозиуме, проведённом ООН в 1998 году в австрийском городе Грац, на тему «Исследование природных ресурсов Земли и современных космических технологий», учёный выступил с докладом «Об аэрокосмических методах изучения окружающей среды в Азербайджане».
Гаджи-заде также выступил с широким научным докладом на симпозиуме по «Международной радиации», который прошёл в 2000 году в Санкт-Петербурге.
Был в краткосрочных научных командировках во многих зарубежных странах: в 1976 году в Германии, в 1993 году в Турции, в 1997 году в Австрии и Иране, Грузии, Российской Федерации, Украине, Сингапуре и др.
Являлся членом редакционной коллегии российского международного научно-исследовательского журнала «Биосфера», выходящего в Санкт-Петербурге (2006-2019 гг.)
Член Рабочей группы по подготовке запуска первого национального телекоммуникационного спутника AzerSpace Азербайджанской Республики.
С 2010 года эксперт Фонда развития науки при Президенте Азербайджанской Республики.
С 1993 года член Советов по защите научных диссертаций в Азербайджанском Национальном Аэрокосмическом Агентстве, Институте агрохимии и почвоведения, член Экспертного совета Высшей аттестационной комиссии при Президенте Азербайджанской Республики в 1999—2006 г.г. по техническим наукам, 2012 −2019 г.г.— по наукам о Земле.
С 2019 года член Совета по защите диссертаций Азербайджанского Технического Университета.
По решению Высшей Аттестационной Комиссии при президенте Азербайджанской Республики, в 1999 году Фуаду Гаджи-заде была присвоена учёная степень Доктора технических наук.

## Научные работы
Профессор Фуад Гаджи-заде опубликовал более 140 научных статей в Азербайджане и за рубежом. В 1997 году вышла монография учёного, под названием «Экологический мониторинг воздуха».
В 1998 году, подытожив полученные научные результаты своих исследований, проведенных в области экологического мониторинга атмосферы, учёный защитил докторскую диссертацию на тему «Разработка методов и устройств для экологического мониторинга атмосферы».
В 2007 году, будучи директором Института Экологии, Гаджизаде разработал проект создания промышленного производства высококачественного теплоизоляционного материала на основе базальта, порфирита и других материалов, который планируется использовать в нефтяной промышленности, а также в медико-биологической, мелиоративной и лакокрасочных областях.
Фуад Гаджизаде вместе с другим азербайджанским учёным — Нариманом Исмаиловым, являются авторами научной работы «ЭКОЛОГИЧЕСКАЯ КУЛЬТУРА И ЧЕЛОВЕЧЕСКАЯ ПСИХОЛОГИЯ», опубликованной в 2011 году в российском научном журнале «Биосфера», выходящем в Санкт-Петербурге.

### Список научных работ
1. «Экологический мониторинг атмосферы». Баку 1996 год, стр. 154. Издательство: «Сада».
2. «О концепции Единой Государственной системы Экологического мониторинга». Материалы научно-практической конференции «Азербайджан на пороге XXI века» с.292-295, Баку 1997 год.
3. «Социально-экономическое развитие и приоритеты экологической политики». Издательство: «Возрождение» стр. 95-100, 1999 год.
4. «On some results of interpretation of „Nimbus-7“ data on radiation balance of the earth for Caucasion-Caspian region». «Current problems in radiation». International Radiation Symposium. July 24-29. 2000.
5. «Азербайджан. Устойчивое развитие. Экологический фактор». Доклады Академии наук Азербайджана. стр. 75-79, № 3. 2002 год.[7]

## Педагогическая работа
Читал цикл лекций об аэрокосмическом исследованиях земли, проблемам экологии.чрезвычайным ситуациям и безопасности жизнедеятельност в Бакинском Государственном Университете,,Азербайджанском Государственном Педагогическом Университете, Академии Министерства по чрезвычайным ситуациям Азербайджанской Республики, Азербайджанском университете архитектуры и строительства. Под его руководством защищено 8 кандидатских и 2 докторских диссертаций.